# Salon (Dordogne)
Salon – miejscowość i gmina we Francji, w regionie Nowa Akwitania, w departamencie Dordogne.
Według danych na rok 1990 gminę zamieszkiwały 213 osoby, a gęstość zaludnienia wynosiła 13 osób/km² (wśród 2290 gmin Akwitanii Salon plasuje się na 964. miejscu pod względem liczby ludności, natomiast pod względem powierzchni na miejscu 685.).